# 尼日涅格努托夫农村居民点
尼日涅格努托夫农村居民点（俄语：Нижнегнутовское сельское поселение）是俄罗斯联邦伏尔加格勒州切尔内什科夫斯基区所属的一个农村居民点。其下辖有4个居民点，行政中心为尼日涅格努托夫。据2016年统计，该农村居民点的人口为1440人。